# インスー・キム・バーグ
インスー・キム・バーグ（1934年7月25日 - 2007年1月10日）は、韓国生まれの米国で活躍したソーシャルワーカー、心理療法士であり、スティーブ・ド・シェイザーと共に解決志向アプローチの創始者である。
彼女の解決に焦点化するコンセプトとブリーフセラピーについての考え方は、心理療法、コンサルティング、スーパーヴィジョン、そしてコーチングなど、広い範囲に影響を与えた。
1978年に、夫であるスティーブ・ド・シェイザーと共に、BFTC (Brief Family Therapy Center) をミルウォーキーに設立した。
インスーは、夫であるスティーブが亡くなった16か月後に亡くなった。
インスーの死後、2007年にBFTCは閉鎖したが、そのトレーニング方法や資料などは、SFBTA（Solution Focused Brief Therapy Association）に引き継がれた。

## 略歴
ソウルの梨花女子大学で薬学を専攻1957年、チャールズ・バーグとの結婚を機に渡米。1960年にウィスコンシン大学ミルウォーキー校に入学し、ソーシャルワークの学部と大学院の学位を取得した。 その後、ミルウォーキーでソーシャルワークの仕事を始めた。最初の夫であるチャールズとは1972年に離婚している。2人の間には娘のサラ・K・バーグがいる。
シカゴのファミリー・インスティテュート、カンザスのメニンガー財団、カリフォルニア州パロアルトのメンタル・リサーチ・インスティテュート（MRI）で大学院課程を修了した。
バーグは2007年1月10日、ミルウォーキーにて72歳で死去した。

## ソリューションフォーカス応用心理学(SoFAP)
解決焦点療法の実践的な応用が一般的に発展する一方で、その理論的な基盤は学術的な文脈での研究の対象となった。解決焦点型応用心理学（SoFAP）[citation needed]という学問分野では、デザイン科学が提供する方法論を用いて、解決焦点型アプローチの適用の基礎となる認識論を研究している。このアプローチは、もともとミルトン・H・エリクソン博士の実践の中で認識されたものであり、その後、バーグとデ・シェイザーが、特に後者の著書『パターンズ・オブ・ブリーフ・ファミリー・セラピー』の中で具現化された。

## 著書
- Berg, Insoo Kim, Family-based Services: A Solution-focused Approach. New York: Norton, 1994.
- De Shazer, Steve and Insoo Kim Berg, "The Brief Therapy Tradition." In: John H. Weakland, and Wendel A. Ray (eds.) Propagations: Thirty Years of Influence From the Mental Research Institute. Binghamton, NY: The Haworth Press,  1995, pp. 249–252.
- De Jong, Peter & Insoo Kim Berg. Interviewing for Solutions. Pacific Grove, Calif.: Brooks/Cole, 1997.
- Berg, Insoo Kim & Susan Kelly. Building Solutions in Child Protective Services. New York: Norton, 2000.
- Berg, Insoo Kim & Yvonne M. Dolan. Tales of Solutions: A Collection of Hope-inspiring Stories. New York: Norton, 2001.
- Berg, Insoo Kim, More than Miracles: The State of the Art of Solution-Focused Brief Therapy. 2007.

## 参照
- Solution focused brief therapy